# Antonino Pino
Antonino Pino, in arte Nino Pino (Barcellona Pozzo di Gotto, 17 settembre 1909 – Barcellona Pozzo di Gotto, 26 luglio 1987), è stato un poeta, zoologo e politico italiano. Esponente del  secondo futurismo, fu deputato del PCI dal 1948 al 1963.

## Biografia

### Carriera politica
In gioventù aderì al movimento anarchico. Studente al liceo Maurolico di Messina, partecipava, assieme al compagno di studi Beniamino Joppolo, alle lezioni che Concetto Marchesi teneva agli operai nella baracca che ospitava la sezione del Partito comunista dopo il terremoto del 1908.
Laureato in Medicina Veterinaria, si iscrisse alla Facoltà di Scienze Politiche di Perugia per meglio svolgere l'attività di corriere antifascista tra l'Italia e la Francia, nelle file di Giustizia e Libertà. Per la sua avversione al regime fu arrestato nel 1931, nel 1932 e nel 1937. Nel 1938 il suo saggio scientifico Tifo sportivo e suoi effetti fu messo all'indice dal Ministero della cultura popolare, dietro segnalazione sulla Gazzetta sportiva da parte di Enrico Emanuelli, perché contrastava col fanatismo sportivo che il fascismo voleva inculcare nelle masse. Ebbe rapporti scientifici con Albert Einstein nel corso dell'esilio belga dello scienziato ebreo.
Aderì al Movimento Indipendentista Siciliano, al movimento Anticlericale, all'associazione Amici di Don Basilio. Sostenne le lotte per l'applicazione della Legge Gullo sull'assegnazione delle terre incolte  ai contadini e con essi occupò simbolicamente le terre di vari Comuni della provincia. Assessore all'Annona del Comune di Barcellona Pozzo di Gotto nel 1946, si dimise successivamente per contrasti.
In seguito allo sciopero generale del 2 gennaio 1948 a Barcellona Pozzo di Gotto fu ferito ed arrestato. Uscì di galera perché eletto deputato nelle file del Blocco del Popolo alle elezioni del 18 aprile. Aderì come indipendente al gruppo parlamentare comunista. Si iscrisse al Partito comunista italiano nel 1953. Il mandato parlamentare gli fu rinnovato fino al 1963.

### Carriera artistica e scientifica
Partecipò all'esperienza del secondo futurismo degli anni trenta, per il carattere di rottura con gli schemi borghesi che il movimento proseguiva.
Negli anni cinquanta aderì al movimento del realismo lirico, fondato da Aldo Capasso e raccolto intorno all'omonima rivista, assumendo, all'interno del movimento, una collocazione originale. Nel 1956 ottenne il Premio Viareggio per la poesia dialettale con la raccolta Mminuzzagghi ("Rimasugli"), preceduta da un saggio dello stesso Pino sull'evoluzione della lingua siciliana nel corso dei secoli e da una nota introduttiva di Concetto Marchesi. Tra le sue opere poetiche: Sciami di sparse parole (1939), d'impronta futurista; Altalene (1951); L'epopea di Gagarin (1963); Moli protesi (1966); Voga voga marinaru (1970). Tra i saggi letterari: Tre profili. Salvatore Di Giacomo, Nino Martoglio, Luigi Pirandello (1963); Domenico Tempio tra Voltaire, Rousseau e Giovanni Meli (1968); Renato I d'Angiò nel contesto dei rapporti socio-culturali tra Francia e Sicilia (1980); Amori di Sicilia (1980).
Docente di Zootecnia all'Università di Messina, direttore dell'Istituto di Zootecnia Generale della Facoltà di Medicina Veterinaria, fondò e diresse la rivista «Zootecnia e Vita» (1958-1975). Nel 1952 ottenne dall'Accademia Veterinaria di Francia (Parigi) uno dei massimi riconoscimenti. Si contano al suo attivo circa 150 pubblicazioni scientifiche, tra le quali: Eugenetica e progresso (1967); Pesci in tavola (1967); Albert Einstein a 10 anni dalla scomparsa (1969).